# الحوت القاتل الكاذب
الحوت القاتل الكاذب (Pseudorca crassidens) هو نوع من الدلافين المحيطية الذي يُعتبر الممثل الوحيد الباقي من جنس (Pseudorca). يوجد في المحيطات في جميع أنحاء العالم ولكنه يتردد بشكل أساسي في المناطق الاستوائية. تم وصفه لأول مرة في عام 1846 على أنه نوع من خنازير البحر، والتي تم تنقيحها عندما لوحظت أول جثث في عام 1861. يأتي اسم «الحوت القاتل الكاذب» من خصائص الجمجمة المشابهة للحوت القاتل (Orcinus orca).
يصل الحد الأقصى لطول الحوت القاتل الكاذب إلى 6 متر (20 قدم)، على الرغم من أن الحجم يمكن أن يختلف في جميع أنحاء العالم. هو اجتماعي للغاية، ومن المعروف أنه يشكل قرونًا تصل إلى 500 عضو، ويمكنه أيضًا تكوين قرون مع أنواع أخرى من الدلافين، مثل الدلافين قارورية الأنف (Tursiops truncatus). علاوة على ذلك، يمكن أن يُشكل روابط وثيقة مع الأنواع الأخرى، وكذلك المشاركة في التفاعلات الجنسية معها. على العكس من ذلك، من المعروف أيضًا أن الحوت القاتل الكاذب يتغذى على الدلافين الأخرى، على الرغم من أنه عادة ما يأكل الحبار والأسماك. يغوص في الأعماق، ويبلغ أقصى عمق مسجل له 927.5 متر (3,043 قدم)؛ وسرعته القصوى حوالي 29 كيلومتر في الساعة (18 ميل/س).
يتكيف الحوت القاتل الكاذب بسهولة مع الأسْر ويتم الاحتفاظ به في العديد من أحواض السمك حول العالم، على الرغم من أن عدوانه تجاه الدلافين الأخرى يجعله أقل استحسانًا. وهي مهددة بعمليات الصيد، حيث يمكن أن تتورط في معدات الصيد. يتم اصطياده في بعض القرى اليابانية. يميل الحوت القاتل الكاذب إلى الانحدار الجماعي نظرًا لطبيعته الاجتماعية للغاية، حيث يتكون أكبر عدد من الجنوح من 805 شاطئيًا في مار ديل بلاتا، الأرجنتين.

## التصنيف

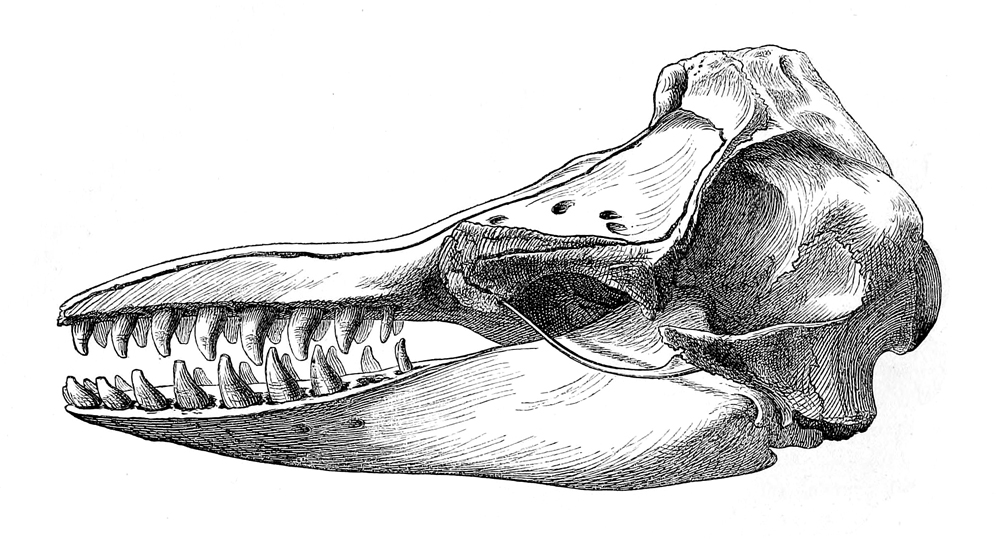
رسم توضيحي للجمجمة

وصف عالم الحفريات وعالم الأحياء البريطاني ريتشارد أوين الحوت القاتل الكاذب لأول مرة في كتابه الصادر عام 1846، بعنوان تاريخ الثدييات والطيور البريطانية الأحفورية، استنادًا إلى جمجمة اكتُشفت في عام 1843. تم العثور على الجمجمة في ستامفورد، لينكولنشاير في إنجلترا، وأُرّخت في العصر البليستوسين الأوسط منذ حوالي 126.000 سنة. وجد الجمجمة قابلة للمقارنة مع الحوت الطيار طويل الزعانف (Globicephala melas)، والحوت الأبيض (Delphinapterus leucas)، ودلفين ريسو (Grampus griseus) في الواقع.
في عام 1846، قام عالم الحيوان جون إدوارد غراي بتصنيف الحوت القاتل الكاذب إلى جنس (Orca) مع الحوت القاتل (الآن Orcinus orca). حتى عام 1861، عندما جرفت الجثث الأولى شواطئ خليج كيل في الدنمارك، كان يُعتقد أن الأنواع انقرضت. استنادًا إلى هذه السراب الذي استقر على الشاطئ بعد ثلاثة أشهر في نوفمبر، قام عالم الحيوان جوهانس ثيودور راينهارد بنقل الأنواع في عام 1862 إلى جنس (Pseudorca) الذي تم تشييده حديثًا، والذي أثبت أنه ليس خنزير البحر ولا حوتًا قاتلًا. ومع ذلك، فإن اسم «الحوت القاتل الكاذب» يأتي من التشابه الظاهر بين جمجمته وجمجمة الحوت القاتل.
الحوت القاتل الكاذب هو عضو من فصيلة الدلفين المحيطي. إنه جزء من الفصيلة الفرعية (Globicephalinae)، وأقرب أقاربها الأحياء هم دولفين (Risso)، والحوت بطيخي الرأس (Peponocephala Electra)، والحوت القاتل القزم (Feresa attenuata)، والحوت الطيار (Globicephala spp). تم اقتراح نويع واحد من قبل بولز إدوارد بيريس ديرانياغالا في عام 1945 (P. c. meridionalis)، على الرغم من عدم وجود تبرير كافٍ، واقترح ويليام هنري فلاور في عام 1884 وتخلي لاحقًا عن التمييز بين الحيتان القاتلة الكاذبة الشمالية والجنوبية؛ لا يوجد حاليا أي نوع فرعي معترف به. ومع ذلك، يمكن للأفراد في جميع أنحاء العالم أن يكون لديهم هياكل جمجمة مختلفة وتختلف في متوسط الطول، حيث تكون الحيتان القاتلة الكاذبة اليابانية أكبر بنسبة 10-20 ٪ من الحيتان القاتلة الكاذبة في جنوب إفريقيا. يمكنه التهجين مع الدلفين قاروري الأنف (Tursiops truncatus) لإنتاج ذرية خصبة تسمى(wholphins).

## الوصف

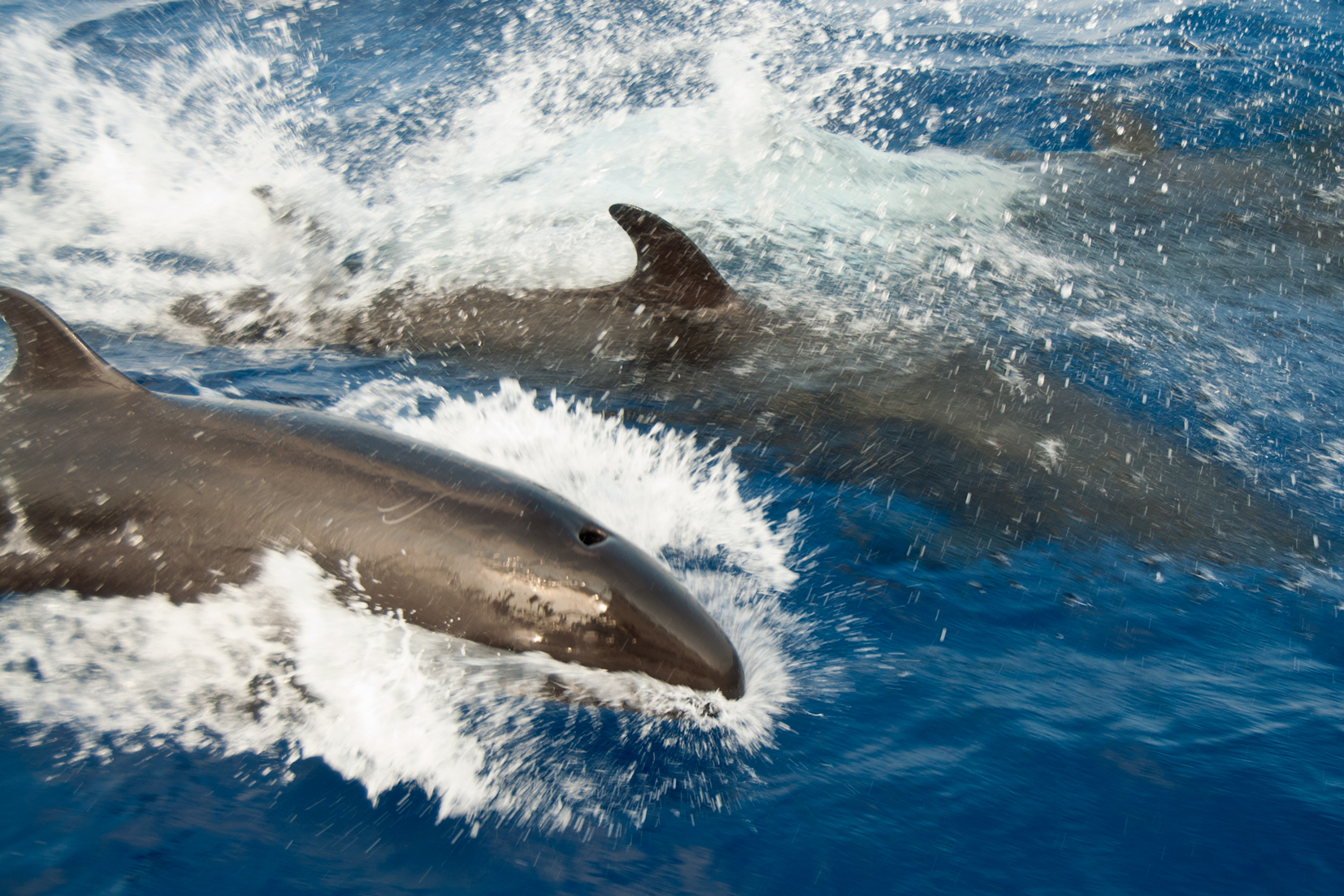
قرنة من الحيتان القاتلة الكاذبة

لون الحوت القاتل الكاذب أسود أو رمادي غامق، على الرغم من أنه أخف قليلاً في الجانب السفلي. له جسم نحيل برأس مستطيل مستدق و 44 سنًا. الزعنفة الظهرية على شكل منجل، وزعانفها ضيقة وقصيرة ومدببة، مع انتفاخ مميز على الحافة الأمامية للزعنفة (الجانب الأقرب إلى الرأس). يبلغ متوسط طول جسمه 4.9 متر (16 قدم)، مع وصول الإناث إلى أقصى حجم 5 متر (16 قدم) وطوله 1,200 كيلوغرام (2,600 رطل) في الوزن، والذكور 6 متر (20 قدم) بطول 2,200 كيلوغرام (4,900 رطل) في الوزن. ومع ذلك، في المتوسط، يكون الذكور والإناث من الحجم نفسه تقريبًا. يمكن أن يكون طول الأطفال حديثي الولادة 1.5–2.1 متر (4.9–6.9 قدم) في الطول. تتراوح درجة حرارة الجسم بين 36–37.2 °م (96.8–99.0 °ف)، تتزايد أثناء النشاط. أسنانه مخروطية الشكل، ويوجد 14 – 21 في الفك العلوي و 16 – 24 في الفك السفلي.
يصل الحوت القاتل الكاذب إلى مرحلة النضج الجسدي بين 8 و 14 عامًا، والحد الأقصى لعمر الحوت القاتل هو 57 عامًا للذكور و 62 للإناث. النضج الجنسي يحدث بين 8 و 11 سنة. في مجتمع واحد، حدثت ولادة كل 7 سنوات. يمكن أن تحدث الولادة على مدار العام، على الرغم من أنها تحدث عادةً في أواخر الشتاء. يستغرق الحمل حوالي 15 شهرًا. رضاعة الإناث من 9 أشهر إلى سنتين. الحوت القاتل الكاذب هو واحد من ثلاثة حيتان مسننة، والاثنان الآخران هما الحوت الطيار، والتي تم تحديدها على أنها تتمتع بعمر كبير بعد الإنجاب بعد انقطاع الطمث، والذي يحدث بين سن 45 و 55.
نظرًا لكونه حوتًا مسننًا، يمكن للحوت القاتل الكاذب تحديد موقع الصدى باستخدام عضو البطيخة الموجود في الجبهة لإصدار صوت يستخدمه للتنقل والبحث عن الفريسة. يكون حجم البطيخة عند الذكور أكبر من الإناث.

## السلوك

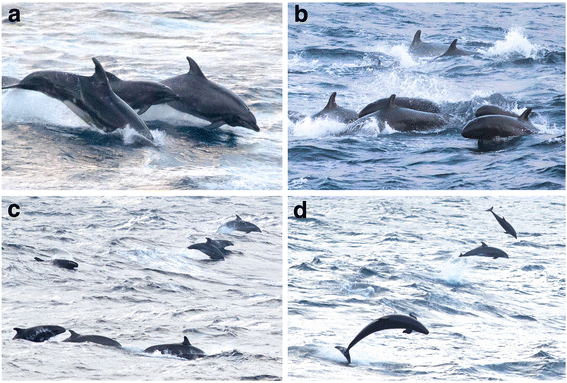
مجموعة مختلطة الأنواع من الدلافين الشائعة قارورية الأنف (Tursiops truncatus) والحيتان القاتلة الكاذبة

من المعروف أن الحوت القاتل الكاذب يتفاعل بشكل غير عدواني مع العديد من أنواع الدلافين: الدلفين الباسيفيكي أبيض الجنب والدلفين الشائع قاروري الأنف (Lagenorhynchus obliquidens)، والدلفين خشنة الأسنان (Steno bredanensis)، والحيتان التجريبية، والبطيخ- حوت الرأس، والدلفين المداري المنقط (Stenella attenuata)، والحوت القاتل القزم، ودلفين ريسو.
قد يستجيب الحوت القاتل الكاذب لنداءات الاستغاثة ويحمي الأنواع الأخرى من الحيوانات المفترسة، ويساعد في الولادة من خلال المساعدة في إخراج المشيمة، وقد عُرف عن الحوت القاتل بالتفاعل الجنسي مع الدلافين ذات الأنف الزجاجي والحيتان الطيار  من المعروف أنها تشكل قرونًا مختلطة الأنواع مع تلك الدلافين، ربما بسبب مناطق التغذية المشتركة. في اليابان، يحدث هذا فقط في الشتاء، مما يشير إلى أنه مرتبط بنقص الغذاء الموسمي.
في جراب بالقرب من تشيلي 15 كيلومتر في الساعة (9.3 ميل/س)، تم تسجيل سرعة 26.9–28.8 كيلومتر في الساعة (16.7–17.9 ميل/س) والحيتان القاتلة الكاذبة في الأسر تصل سرعتها القصوى إلى 26.9–28.8 كيلومتر في الساعة (16.7–17.9 ميل/س)، على غرار الدلفين قاروري الأنف. لم يتم تسجيل سلوك الغوص بشكل جيد، لكن شخصًا واحدًا بالقرب من حمامة يابانية لمدة 12 دقيقة إلى عمق 230 متر (750 قدم). في اليابان، كان لدى حوت واحد غطس موثق من 600 متر (2,000 قدم) وواحد في هاواي 927.5 متر (3,043 قدم) ، يمكن مقارنته بالحيتان الطيار وغيرها من الدلافين المماثلة الحجم. من المحتمل أن يكون أقصى وقت للغوص هو 18.5 دقيقة.
يسافر الحوت القاتل الكاذب في قرون كبيرة، يتضح من الجنوح الجماعية، التي تتكون عادة من 10 إلى 20 عضوًا، على الرغم من أن هذه المجموعات الأصغر يمكن أن تكون جزءًا من مجموعات أكبر؛ إنه اجتماعي للغاية ويمكنه السفر في مجموعات تضم أكثر من 500 حوت. قد تنقسم هذه المجموعات الكبيرة إلى مجموعات عائلية أصغر من 4 إلى 6 أفراد أثناء الرضاعة. يُعتقد أنه يحتوي على هيكل عائلي أمومي، حيث تترأس الأمهات بدلاً من الأب، كما هو الحال في حيتان العنبر والحوت الطيار. المجموعات السكانية المختلفة حول العالم لها أصوات مختلفة، على غرار الدلافين الأخرى. ربما يكون الحوت القاتل الكاذب متعدد الزوجات، حيث يتزاوج الذكور مع عدة إناث.

## علم البيئة

الحوت القاتل الكاذب

بشكل عام، يستهدف الحوت القاتل الكاذب مجموعة واسعة من الحبار والأسماك بأحجام مختلفة خلال ساعات النهار. يستهدف عادةً أنواعًا كبيرة من الأسماك، مثل ماهي ماهي والتونة . في الأسر، تأكل 3.4 إلى 4.3٪ من وزن جسمها يوميًا. يظهر مقطع فيديو تم التقاطه في عام 2016 بالقرب من سيدني مجموعة تصطاد سمكة قرش صغيرة. في بعض الأحيان يتخلص من ذيل وخياشيم ومعدة الأسماك التي يتم صيدها.
في شرق المحيط الهادئ، من المعروف أن الحوت القاتل الكاذب يستهدف الدلافين الأصغر أثناء عمليات صيد أسماك التونة بالشباك الكيسية؛ هناك حالات من الهجمات على حيتان العنبر (Physeter macrocephalus)، ومثال واحد ضد عجل من الحوت الأحدب (Megaptera novaeangliae). من المعروف أن الحيتان القاتلة تتغذى على الحوت القاتل الكاذب، وربما تواجه أيضًا تهديدًا من أسماك القرش الكبيرة، على الرغم من عدم وجود حالات موثقة.
الحوت القاتل الكاذب هو مضيف معروف للعديد من الطفيليات:المثقوبات في الجيوب الأنفية، والديدان الأسطوانية في الجيوب الأنفية والرئتين، نيماتودا كراسكاودين غير معروفة في الجيوب الأنفية، وغيرها.

## السكان والتوزيع

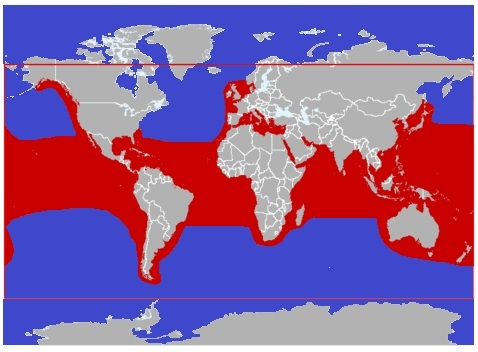
النطاق الجغرافي لـ P. crassidens

يبدو أن الحوت القاتل الكاذب له وجود واسع النطاق في مياه المحيطات الاستوائية وشبه الاستوائية. تم العثور عليه في المياه المعتدلة، ولكن من المحتمل أن تكون هذه الأنواع من الأفراد الضالة، أو مرتبطة بأحداث المياه الدافئة. بشكل عام لا يتجاوز 50 درجة شمالا وأقل من 50 درجة جنوبا. يسكن عادة في المحيطات المفتوحة ومناطق المياه العميقة، على الرغم من أنه قد يتردد على المناطق الساحلية بالقرب من الجزر المحيطية.
يُعتقد أن الحوت القاتل الكاذب شائع في جميع أنحاء العالم، على الرغم من عدم إجراء تقدير كامل. من المحتمل أن يكون عددها في شرق المحيط الهادئ أقل من عشرات الآلاف،  وحوالي 16000 بالقرب من الصين واليابان. عددها حول هاواي آخذ في الانخفاض.

## التفاعل الإنساني

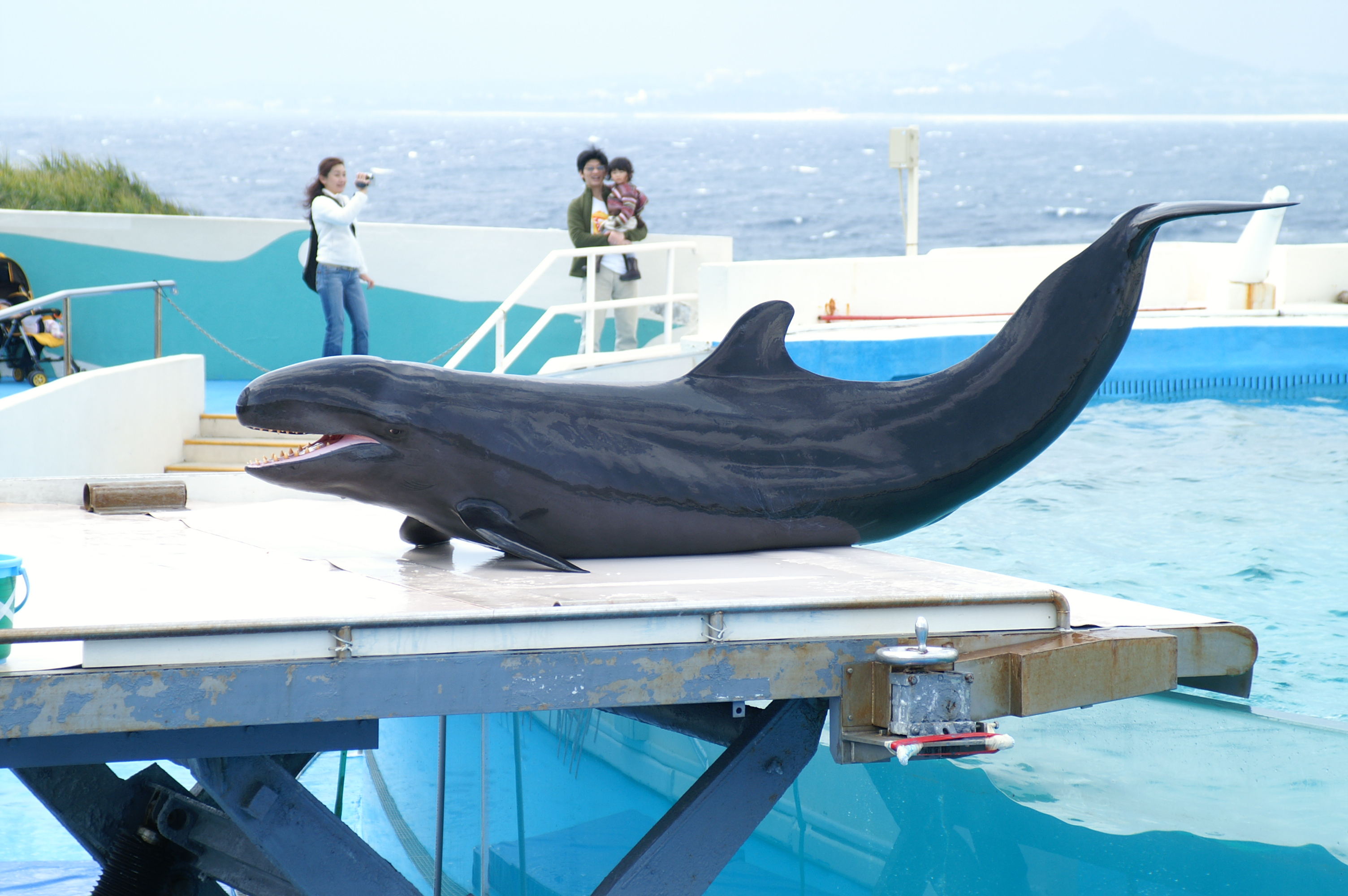
حوت قاتل كاذب في حوض أسماك أوكيناوا تشوراومي (Okinawa Churaumi Aquarium)

من المعروف أن الحوت القاتل الكاذب أكثر قدرة على التكيف في الأسر من أنواع الدلافين الأخرى، حيث يتم تدريبه بسهولة وكونه اجتماعيًا للغاية مع الأنواع الأخرى، وعلى هذا النحو تم الاحتفاظ به في العديد من أحواض السمك العامة حول العالم، كما في اليابان الولايات المتحدة وهولندا وهونغ كونغ وأستراليا. تم القبض عليه بشكل أساسي قبالة كاليفورنيا وهاواي، ثم في اليابان وتايوان بعد عام 1980. كما تم تربيته بنجاح في الأسر. ومع ذلك، تشيستر (Chester)، حوت يتيم وُجد في توفينو على جزيرة فانكوفر سنة 2014، وتمّ إنقاذه من قبل حوض السمك فانكوفر، مات من عدوى البكتيريا الحمرة في عام 2017 في سن ثلاث سنوات ونصف. نظرًا لكونه خامس حوت يموت في الحوض، تسبب موت تشيستر في قيام مجلس فانكوفر بارك بمنع حوض السمك من الحصول على المزيد من الحيتان.
من المعروف أن الحوت القاتل الكاذب يقترب ويعرض الأسماك التي اصطادها للإنسان أثناء الغطس أو ركوب القوارب. ومع ذلك، فإنه يأخذ أيضًا الأسماك من الخطافات، مما يؤدي أحيانًا إلى تشابك الخطاف أو ابتلاعه. يمكن أن يتسبب التشابك في الغرق، أو فقدان الدورة الدموية في أحد الزوائد، أو إعاقة قدرة الحيوان على الصيد، ويمكن أن يؤدي ابتلاع الخطاف إلى ثقب الجهاز الهضمي، أو قد يؤدي اإلى الانسداد. في هاواي، من المحتمل أن يؤدي هذا إلى انخفاض عدد الحيتان المحلية، مما أدى إلى تقليلهم بنسبة 75 ٪ من 1989 إلى 2009. الحوت القاتل الكاذب أكثر عرضة لتراكم الكلوريد العضوي من الدلافين الأخرى، حيث يكون أعلى في السلسلة الغذائية، والحيتان التي تقطعت بها السبل في جميع أنحاء العالم تُظهر مستويات أعلى من الدلافين الأخرى.

## الاندفاع نحو الشواطئ

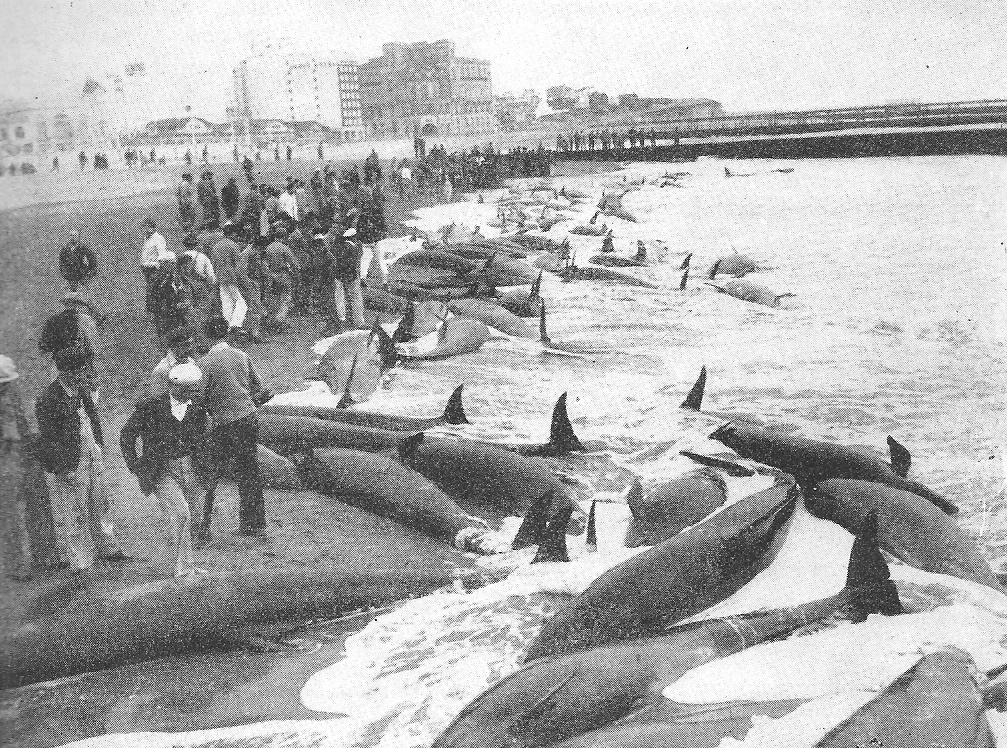
مار ديل بلاتا في الأرجنتين عام 1946

يندفع الحوت القاتل الكاذب بانتظام نحو الشواطئ حول العالم، لأسباب غير معروفة، مع تسجيل أكبر جنوح يتكون من 835 فردًا في 9 أكتوبر 1946 في مار ديل بلاتا في الأرجنتين. يمكن للأمر أن يحدث أيضا في المياه المعتدلة خارج نطاقها الطبيعي، كما هو الحال مع الجنوح الجماعي في بريطانيا في أعوام 1927 و 1935 و 1936.
تمت مشاهدة الجنوح الجماعي لـ114 من الحيتان القاتلة الكاذبة في خليج فليندرز بغرب أستراليا في 30 يوليو 1986 على نطاق واسع، حيث أنقذ قسم الحفظ وإدارة الأراضي 96 فردًا. في 2 يونيو 2005، حدث جنوح في خليج جيوجراف لـ 120 فردًا في غرب أستراليا، وهو الرابع في الخليج، كان بسبب عاصفة منعت الحيوانات من رؤية الخط الساحلي.

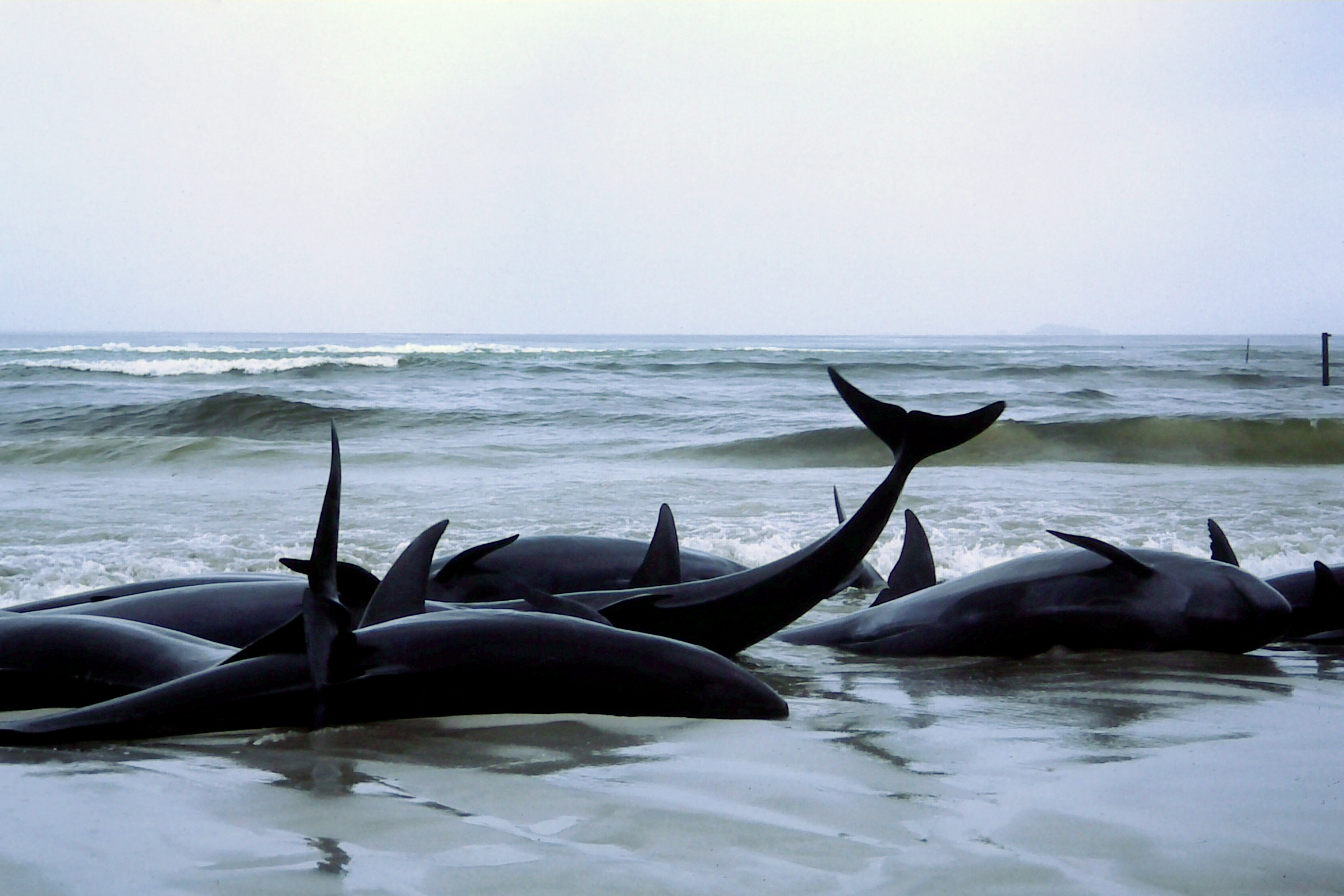
شاطئ خليج فليندرز عام 1986

منذ عام 2005، كانت هناك سبع سلاسل جماعية لحيتان قاتلة كاذبة في نيوزيلندا تضم أكثر من فرد واحد، وكان أكبرها في 8 أبريل 1943 في شبه جزيرة ماهيا مع 300 حيتان تقطعت بهم السبل ، و 31 مارس 1978 في ميناء مانوكاو مع 253 تقطعت بهم السبل.
يبلغ متوسط الجنوح الجماعي في جنوب أفريقيا 58 فردًا. توجد مناطق ساخنة للجنوح الجماعي على طول ساحل كيب الغربية؛ كان آخرها في 30 مايو 2009 بالقرب من قرية كوميتجي مع 55 فردًا.
في 14 يناير 2017، حطت مجموعة من حوالي 100 حوتًا على الشاطئ في حديقة إيفرغلاديس الوطنية في فلوريدا، وقد صعّب بُعد المنطقة من جهود الإنقاذ، مما تسبب في وفاة 81 حوتًا. كانت السلاسل الأخرى في فلوريدا في عام 1986 مع ثلاثة حيتان على الشاطئ من مجموعة من 40 حيتان في سيدر كي، و 1980 مع 28 حيتان تقطعت بهم السبل في كي ويست.

## الحماية
الحوت القاتل الكاذب مشمول باتفاقية حفظ الحيتانيات الصغيرة في بحر البلطيق وشمال شرق المحيط الأطلسي والبحار الأيرلندية والشمالية (ASCOBANS)، واتفاقية حفظ الحوتيات في البحر الأسود والبحر الأبيض المتوسط والمنطقة الأطلسية المجاورة (ACCOBAMS). تم تضمين هذا النوع أيضًا في مذكرة التفاهم بشأن الحفاظ على خروف البحر والحيتانيات الصغيرة في غرب إفريقيا وماكرونيزيا (مذكرة التفاهم الخاصة بالثدييات المائية في غرب إفريقيا)، ومذكرة التفاهم بشأن الحفاظ على الحيتانيات وموائلها في منطقة جزر المحيط الهادئ (مذكرة تفاهم بشأن حوتيات المحيط الهادئ).
لا توجد تقديرات عالمية دقيقة للحوت القاتل الكاذب، لذلك تم إدراجها على القائمة الحمراء للأنواع المهددة بالانقراض.
في نوفمبر 2012، اعترفت الإدارة الوطنية للمحيطات والغلاف الجوي بالولايات المتحدة بأن الحيتان القاتلة الكاذبة في هاواي، التي يبلغ عددها حوالي 150 فردًا، هي مهددة بالانقراض.